# Cevital
Le Groupe Cevital est un conglomérat algérien de l'industrie agroalimentaire, la grande distribution, l'industrie et les services. Créé par l'entrepreneur Issad Rebrab en 1998, Cevital est le premier groupe privé algérien, présent également au niveau international et la troisième entreprise algérienne par le chiffre d'affaires. Il emploie 18 000 salariés. Le groupe Cevital est le leader du secteur agroalimentaire en Afrique.

## Historique
Cevital est créée par Issad Rebrab en 1998  à Béjaïa. Spécialisée dans l'industrie agroalimentaire, elle possède une raffinerie d'huile et de sucre.
En 2007, Mediterranean Float Glass est créée, spécialisée dans la production, la transformation et distribution du verre pour la construction, les applications solaires et certaines industries spécialisées (électroménager, applications high-tech). Le 28 mai 2007, l'usine MFG de Larbaâ est inaugurée par le président de la République Abdelaziz Bouteflika.
En 2007, Numilog est créée, elle est spécialisée dans logistique et la gestion de la chaîne logistique (supply chain management).
Le 31 mai 2013, Cevital rachète le Français Oxxo, spécialisée dans la menuiserie PVC.
Le 15 avril 2014, Cevital reprend les activités françaises du groupe Fagor-Brandt. Le groupe Cevital prévoyait de reprendre également les activités espagnoles et polonaises du groupe Fagor, mais l'offre de reprise de l'activité en Espagne n'a pas été retenue par la justice espagnole et l'usine polonaise du groupe Fagor a finalement été reprise par BSH Hausgeräte.
Le 31 mars 2022, Omar Ouali, ancien relecteur en chef de Liberté, a révélé que le journal Liberté détenu par Cevital va cesser de paraître à partir du 6 avril 2022 en raison de problèmes financiers. La procédure du dépôt de bilan par l’entreprise éditrice du journal Liberté sera lancée le 6 avril 2022 et le journal continuera à paraître jusqu’à la fin du mois d’avril 2022.
Fin juin 2022, Issad Rebrab annonce quitter ses fonctions et mandats au sein de l'entreprise pour partir à la retraite. Malik Rebrab, son fils, prend sa succession en tant que PDG à partir du 30 juin 2022,.

## Activités
L'entreprise possède le complexe agroalimentaire de Béjaïa en Algérie. En 2012, 450 000 t d'huile, essentiellement destinées au marché national, ont été produites par Cevital Agro Industries.
Dans le domaine du sucre, en 2013, 1,6 million de tonnes sont attendues, dont un million pour le marché local, estimé à 1,1 million de tonnes. Cette année-là, il était prévu d'exporter 600 000 t vers une vingtaine de pays, en Afrique de l'Ouest, pour des clients tels que Coca-Cola, mais aussi vers l'Europe (Ferrero Rocher) et le Moyen-Orient. En 2010, première année de vente à l'export, 150 000 t seulement avaient quitté le territoire algérien. Premier exportateur du pays hors hydrocarbures, le groupe veut produire deux millions de tonnes de sucre en 2014, soit un gain de productivité de 400 000 t. Il s'appuie pour cela sur du matériel unique dans le pays, comme deux grues montées sur quatorze roues et capables de charger et décharger 36 t de sucre par coup de mâchoire. Cevital fournit aussi du sucre liquide à l'industrie algérienne des boissons. L'entreprise, qui envisage de produire du sucre roux, est la seule en Algérie à avoir utilisé un navire-usine BIBO (bulk in, bags out), de 30 à 40 000 t qui permet de charger en vrac au départ et de décharger emballé à l'arrivée. La capacité de production en sucre blanc est de deux millions tonnes par an, soit 180 % des besoins algériens et 2,7 millions de tonnes par an d’ici 2014. Il est exporté vers le Maghreb et le Moyen-Orient.
L'entreprise produit aussi des huiles végétales avec une capacité de production de 570 000 tonnes par an, soit 140 % des besoins algériens, et l'entreprise exporte vers les pays du Maghreb et du Moyen-Orient. Pour les margarines et les graisses végétales, la capacité est de 180 000 tonnes par an, soit 120 % des besoins algériens, sur plusieurs gammes de produits dont une exportation vers l'Europe, le Maghreb et le Moyen-Orient. Elle a en projet une unité de trituration de graines oléagineuses de trois millions de tonnes par an.
Pour les eaux minérales et boissons gazeuses, la capacité de production est de trois millions de bouteilles par jour. L'entreprise fabrique aussi des jus de fruits et des conserves (jus, soda, confitures, tomates en conserve).
Cevital est présent dans la logistique avec des silos portuaires et un terminal de déchargement de 2 000 tonnes par heure. Cevital a également intégré la logistique et le transport routier dans sa chaîne de valeurs par la création de la filiale Numilog. La filiale compte trois plateformes logistiques d'une surface totale de stockage d’environ 130 000 m2, trois agences de transport, une flotte en nom propre de plus de 450 véhicules (maraîchers, porte-conteneurs, plateaux, camions frigorifiques, etc.) ainsi qu’un réseau de distribution de vingt-cinq centres logistiques régionaux réparti sur le territoire algérien pour écourter les délais de mise à disposition des marchandises.

## Développement international

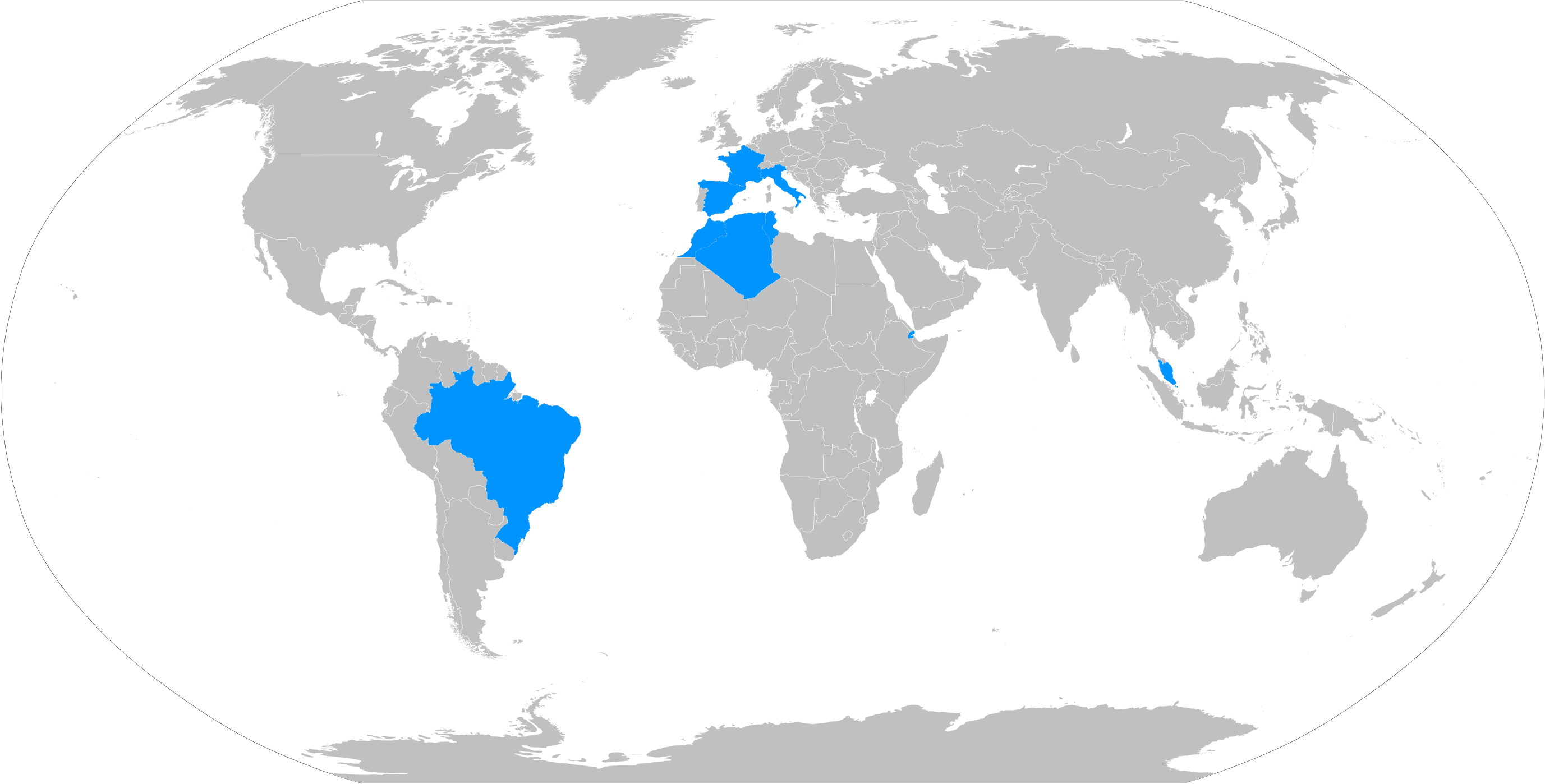
Les implantations de Cevital dans le monde en 2024

En 2014, Cevital reprend une partie de l'activité de Fagor-Brandt, leader de l'électroménager en France et d'Oxxo Evolution basée à Cluny en Saône-et-Loire, entreprise spécialisée dans les huisseries en PVC pour logements collectifs. L'objectif de Cevital est de donner à Fagor-Brandt France renommé Groupe Brandt les moyens de se développer au niveau international et de devenir un acteur majeur en Europe et dans le monde. Pour y parvenir, le Groupe Brandt entend d'abord relancer l'innovation en misant sur ses quatre marques (Sauter, Vedette, De Dietrich, Brandt). En France, elles produisent notamment de l'électroménager.
Grâce à la complémentarité entre l'Algérie et la France que Cevital veut créer un groupe avec un portefeuille diversifié[réf. nécessaire]. L'Algérie complétera cette offre avec des produits européens fabriqués dans le pays. Cevital ouvrira en 2016 une deuxième usine à Sétif. Le complexe de Sétif, d'une surface de 95 000 m2, a nécessité un investissement de 250 millions d’euros et produira annuellement, à partir du premier trimestre 2017, huit millions d'appareils dont le taux d’intégration sera de 70 à 80 %. Il emploiera dans un premier temps pas moins de quatre mille travailleurs. Il est en mesure de produire annuellement 500 000 appareils (téléviseurs, cartes électroniques lave-linge, cuisinières et climatiseurs) dont 90 % destinés à l’exportation. Avec cette usine de Sétif, le groupe Cevital espère devenir le plus grand exportateur d'électroménager d'Europe et de la région MENA. Il mise aussi sur le potentiel international de Brandt et De Dietrich, déjà exportés en Asie et en Afrique du Nord,.
Le rachat d'Oxxo Evolution a pour objectif de créer un géant français, puis européen de la menuiserie, avec notamment le rachat d’autres fabricants de fenêtres en France et dans d’autres pays d’Europe. En Espagne, Cevital a repris pour 8,5 millions d'euros une usine d'aluminium à Ciao, dans le nord du pays, qui appartenait au groupe Alas Aluminium, spécialisé dans la transformation d'aluminium.
Depuis l'entrée en production de son usine de verre plat de Mediterranean Float Glass (MFG), Cevital s'est doté de deux plateformes logistiques aux standards européens, d'une surface de 25 000 m2 chacune, à Valence en Espagne, et à Savone, près de Gênes en Italie, d'où il exporte le plus gros de sa production de verre plat en Europe, essentiellement vers l'Espagne, la France, l'Italie, l'Allemagne et l'Autriche. L'infrastructure de Tanger Med sert à approvisionner le Maroc et certains pays de l'Afrique de l'Ouest. MFG exporte également vers la Tunisie et de nombreux pays d'Afrique, la production part pour 70 % à l’export, après avoir obtenu le label CE (Certification européenne) pour ses produits. Avec une capacité de 600 t/j, MFG dispose de l'une des plus grandes usines de verre plat d'Afrique.
En 2014, Cevital reprend les aciéries de Lucchini Piombino situées en Toscane, en Italie, déclarées insolvables en 2012 et mises sous administration spéciale depuis deux ans. L'entreprise italienne est connue pour être le deuxième producteur d'acier en Italie avec 2,5 millions de tonnes par an. En 2018, Cevital la cède au groupe indien JSW Steel.
En complément des activités existantes, le groupe Cevital, via sa filiale [./Https://dongfeng-dz.com/ SPA Algerian Automotive Counter (AAC)], a reçu l’agrément du ministère de l’Industrie et de la Production Pharmaceutique pour la commercialisation de véhicules tous segments confondus . AAC est désormais le représentant officiel en Algérie de Dongfeng Motor Corporation, l'une des plus importantes marques automobiles chinoises . La filiale, implantée dans la zone industrielle d’Oued Smar à Alger, propose une gamme variée comprenant des camions, utilitaires légers, pick‑ups, bus et voitures particulières . Cette coopération stratégique a été marquée en mai 2024 par l’inauguration en Algérie d’un showroom et d’un centre de service Dongfeng, franchissant une nouvelle étape dans son développement sur le marché nord‑africain .

## Liste des Filiales en activités
| CEVITAL AGRO                      | Groupe Agroalimentaire     |
| SAMHA                             | Electroménager             |
| BRANDT                            | Electroménager             |
| WEG Algérie                       | Electroménager             |
| MFG                               | Industrie du verre         |
| SOLARIS                           | Panneaux solaire           |
| OXXO                              | Fenêtre PVC                |
| ALSEV                             | Bâtiment                   |
| CEVITAL MINERAL                   | Minerai                    |
| ALLIANCE GLASS                    | Glace et Miroir            |
| NUMILOG                           | Logistique                 |
| CT LOG                            | Logistique                 |
| METAL SIDER                       | Métallurgie                |
| METAL STRUCTURE                   | Métallurgie                |
| BATICOMPOS                        | Bâtiment                   |
| COGETP                            | Equipements BTP            |
| AAC (Algerian Automotive Counter) | Automobile                 |
| IMMOBIS                           | Gestion Immobilière        |
| PROMOTION IMMO                    | Gestion Immobilière        |
| KEEP CONTACT                      | Services                   |
| ANTEI                             | Trading d'actifs financier |
| Futur Media                       | Communication              |

## Identité visuelle (logo)

1998 - 2002
2002 - 2016
2016 - à aujourd'hui

## Gouvernance
- Issad Rebrab (1998-2022)
- Malik Rebrab (depuis 2022)